# Хувер, Ки-Яна
Ки-Яна Делано Хувер (нидерл. Ki-Jana Delano Hoever; родился 18 января 2002, Амстердам) — нидерландский футболист, защитник английского клуба «Вулверхэмптон Уондерерс».

## Клубная карьера
До 2014 года Хувер тренировался в составе юношеской академии клуба АЗ, после чего стал игроком академии амстердамского «Аякса». В августе 2018 года перешёл в английский «Ливерпуль».
7 января 2019 года попал в заявку «Ливерпуля» на матч Кубка Англии против «Вулверхэмптон Уондерерс». Он начал матч на скамейке запасных, но уже на 6-й минуте вышел на поле после того, как Деян Ловрен получил травму. Таким образом, Хувер стал самым молодым игроком «Ливерпуля» в Кубке Англии: на момент дебюта ему было 16 лет и 354 дня.
19 сентября 2020 года подписал пятилетний контракт с клубом «Вулверхэмптон Уондерерс».
Летом 2022 года перешёл на правах аренды в ПСВ.

## Карьера в сборной
Выступал за сборные Нидерландов до 15, до 16, до 17, до 18 лет и до 21 года.
В мае 2019 года в составе сборной Нидерландов до 17 лет выиграл чемпионат Европы и был включён в «символическую сборную» турнира.

## Достижения
«Ливерпуль»
- Победитель клубного чемпионата мира: 2019
- Обладатель Суперкубка УЕФА: 2019

ПСВ
- Обладатель Суперкубка Нидерландов: 2022

Сборная Нидерландов (до 17 лет)
- Чемпионат Европы (до 17 лет): 2019